# Ebnevsi
Ebnevsi är den cypriotiska artisten Anna Vissis andra album som kom ut år 1988.

## Låtlista
1. Emnevsi
2. Amore
3. San Dolofonos
4. Maniakos
5. Londino
6. Den Thelo Na Se Vlepo Sixna
7. Oxi Efimerides
8. Houla Houp
9. I 9 Stous 10 Xorizoune
10. San Balaki Tou Tennis